# Citroën C35
Il Citroën C35 è un furgone di grosse dimensioni prodotto tra il 1974 ed il 1992, frutto di una prima collaborazione tra il Gruppo Fiat e la francese Citroën.

## Profilo e contesto
Prodotto negli stabilimenti Fiat italiani, il C35 riscosse un buon successo in Francia così come il gemello Fiat 242 lo ebbe in Italia.
Quando nel 1987 il Fiat 242 uscì di produzione le attrezzature produttive Fiat furono trasferite in Francia alla Chausson, noto carrozziere d'oltralpe che assemblava anche autobus per conto di Saviem, che continuò la costruzione del C35 fino al 1992.